# Amélie de Montchalin

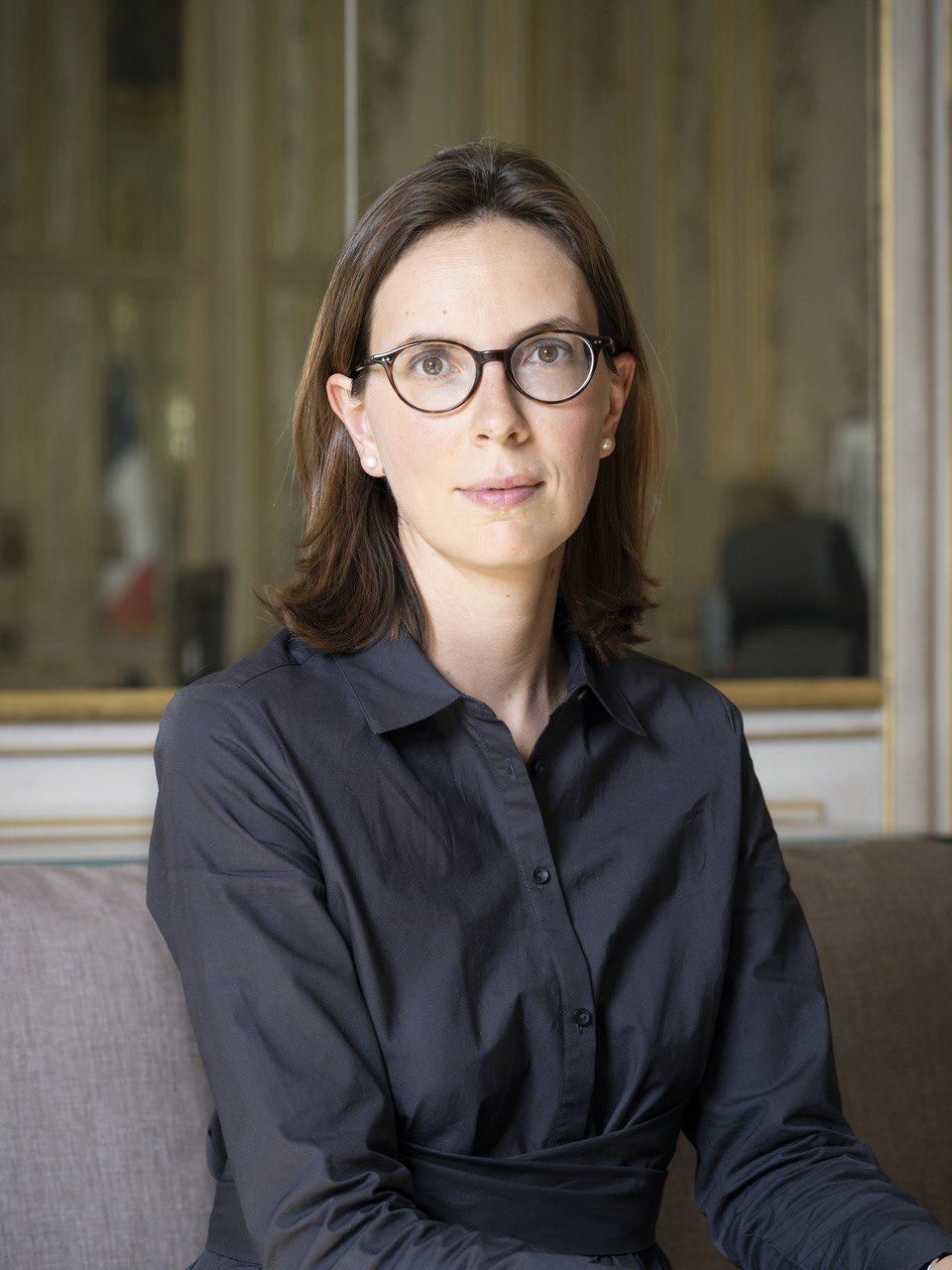
Amélie de Montchalin (2020)

Amélie de Montchalin (geb. Bommier; * 19. Juni 1985 in Lyon) ist eine französische Politikerin (Renaissance). Seit Dezember 2024 ist sie (beigeordnete) Ministerin für den Haushalt im Kabinett Bayrou.
Zuvor war sie von 2019 bis 2020 Staatssekretärin für europäische Angelegenheiten im Ministerium für Europa und Äußeres sowie Beauftragte für die deutsch-französische Zusammenarbeit, anschließend bis Mai 2022 Ministerin für Wandel und öffentlichen Dienst sowie von Mai bis Juli 2022 Ministerin für den ökologischen Übergang und den territorialen Zusammenhalt. Von November 2022 bis Dezember 2024 war sie die französische Vertreterin bei der Organisation für wirtschaftliche Zusammenarbeit und Entwicklung (OECD).

## Werdegang
Amélie de Montchalin ist Tochter eines Managers und einer Krankenschwester. Sie besuchte das Lycée Hoche in Versailles, studierte an der Universität Paris IV (Sorbonne), wo sie eine Licence in Geschichte machte, und der École des hautes études commerciales de Paris (HEC), wo sie mit einem Master in Wirtschaftswissenschaften abschloss. 2007 arbeitete sie ein halbes Jahr als Praktikantin und Abgeordnetenmitarbeiterin bei Valérie Pécresse von der konservativen UMP, die damals Ministerin für Hochschulwesen und Forschung war. 
Von 2009 bis 2012 – damit in der Zeit der Weltfinanzkrise – war de Montchalin bei der Großbank BNP Paribas als Ökonomin für die Eurozone tätig. Von 2012 bis 2014 absolvierte sie einen Master of Public Administration an der Harvard Kennedy School in Cambridge, Massachusetts. Von 2014 bis 2017 arbeitete sie beim französischen Versicherungskonzern Axa, zuletzt als Verantwortliche für den Bereich öffentlichen Politik und Zukunftsforschung.

## Politische Ämter

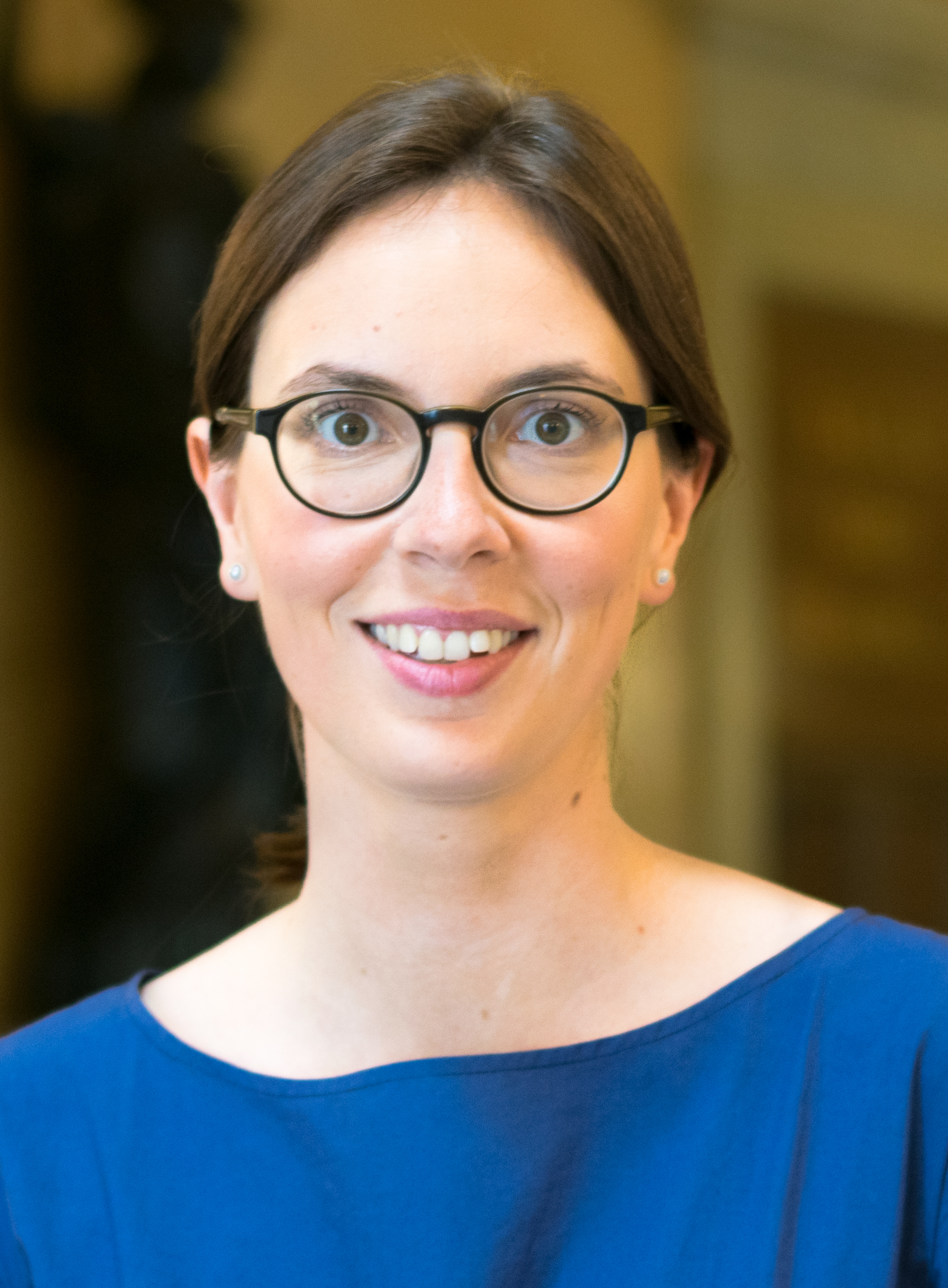
De Montchalin (2017)

Im Dezember 2016 trat de Montchalin der neu gegründeten politischen Bewegung En Marche von Emmanuel Macron bei. Nach dessen Wahl zum Staatspräsidenten kandidierte sie bei der Parlamentswahl im Juni 2017 für die Partei La République en Marche im 6. Wahlkreis des Département Essonne und wurde als Abgeordnete in die französische Nationalversammlung gewählt. Dort wurde sie Koordinatorin ihrer Fraktion im Finanzausschuss. In dieser Position war sie Berichterstatterin für Haushaltsgesetzentwürfe für die Jahre 2018 und 2019 und für den Sonderbericht über den Haushalt für Forschung und Innovation. Im September 2018 bewarb sie sich um den Vorsitz der LREM-Fraktion in der Nationalversammlung, unterlag aber gegen Gilles Le Gendre. Sie wurde jedoch zur stellvertretenden Fraktionsvorsitzenden gewählt.
Am 31. März 2019 ernannte Staatspräsident Emmanuel Macron de Montchalin auf Vorschlag des Premierministers Édouard Philippe zur Staatssekretärin für europäische Angelegenheiten im Außenministerium (unter Außen- und Europaminister Jean-Yves Le Drian). Ihren Sitz in der Nationalversammlung gab sie dafür auf. Zudem übernahm sie die Position der Beauftragten für die deutsch-französische Zusammenarbeit. Am 6. Juli 2020 wurde sie zur Ministerin für Wandel und öffentlichen Dienst im Kabinett Castex ernannt. 
Nach Macrons Wiederwahl ernannte er de Montchalin im Mai 2022 zur Ministerin für den ökologischen Übergang und den territorialen Zusammenhalt (ministre de la Transition écologique et de la Cohésion des territoires). Damit übernahm sie sowohl die Leitung des Umweltministeriums (das jedoch die Zuständigkeit für die Energiewende verliert) als auch des bisherigen Ministeriums für territorialen Zusammenhalt und Gebietskörperschaften. Bei den Parlamentswahlen im Juni 2022 verlor sie ihren Wahlkreis und somit auch ihren Platz in der Regierung.

## Persönliches
Sie ist mit Guillaume de Montchalin verheiratet, der Berater bei der Boston Consulting Group ist. Das Paar hat drei Kinder.